# Santa Lucia, Ilocos Sur

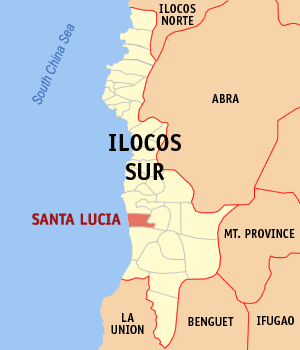
Bản đồ Ilocos Sur với vị trí của Santa Lucia

Santa Lucia là một đô thị hạng 3 ở tỉnh Ilocos Sur, Philippines. Theo điều tra dân số năm 2000 của Philipin, đô thị này có dân số 22.363 người trong 4.512 hộ.

## Các đơn vị hành chính
Santa Lucia được chia ra 36 barangay.
| - Alincaoeg - Angkileng - Arangin - Ayusan - Banbanaba - Bao-as - Barangobong - Buliclic - Burgos - Cabaritan - Catayagan - Conconig East | - Conconig West - Damacuag - Lubong - Luba - Nagrebcan - Nagtablaan - Namatican - Nangalisan - Palali Norte - Palali Sur - Paoc Norte - Paoc Sur | - Paratong - Pila East - Pila West - Quinabalayangan - Ronda - Sabuanan - San Juan - San Pedro - Sapang - Suagayan - Vical - Bani |